# (1065) Amundsenia
(1065) Amundsenia est un astéroïde de la ceinture principale aréocroiseur découvert le 4 août 1926 par l'astronome russo-soviétique Sergueï Beljawsky à l'observatoire de Simeïz situé sur la presqu'île de Crimée en Ukraine. Sa désignation provisoire était 1926 PD.
Il tire son nom de Roald Amundsen, grand explorateur norvégien.